# Granitztal-Weißenegg
Granitztal-Weißenegg je naselje v Občini Šentpavel v Labotski dolini v Okraju Volšperk na Koroškem v Avstriji.